# F. Tennyson Jesse
F. Tennyson Jesse, pseudonimo di Fryniwyd Tennyson Jesse Harwood, nata Wynifried (Winifred) Margaret Jesse (1 marzo 1888 – 6 agosto 1958), è stata una giornalista, scrittrice e criminologa britannica.

## Biografia
Era la seconda delle tre figlie del reverendo Eustace Tennyson D'Eyncourt Jesse (1853–1928), vicario di St Peter Kirkley, e di sua moglie Edith Louisa James (1866–1941). Sua nonna paterna era Emilia Tennyson.
La sorella maggiore, Stella Mary Jesse (1887–1942), era un'attrice e sposò nel 1929 Eric Andrew Simson, che scriveva sotto lo pseudonimo di Laurence Kirk. Scrisse un romanzo, Eve in Egypt (1929), come Jane Starr. La sorella minore, Edith Mary Ermyntrude nacque nel 1890 e morì nel 1892 in Sud Africa.
La vita della famiglia era itinerante.  Eustace Jesse lasciò Kirkley nel 1890. La famiglia ebbe un interludio in Sud Africa, salpando lì alla fine del 1891 e soggiornando a Città del Capo e Grahamstown, mentre Eustace Jesse cercava un incarico clericale. Si trasferì nel 1893 nella chiesa di Santo Stefano a Guernsey, come curato. Nel 1898 fu cappellano a Marsala in Sicilia, per un anno. Dal 1900 per tre anni fu licenziato nella diocesi di Colombo. Poi fu curato presso la cattedrale di San Giorgio, a Georgetown, dal 1905 al 1907, dopodiché tornò a Ceylon, a Polwatte.
Dopo aver frequentato le scuole diurne, Wynifried Jesse all'età di 18 anni andò, mentre suo padre era nella Guyana britannica, alla Forbes School of Painting a Newlyn, in Cornovaglia, diretta da Stanhope ed Elizabeth Forbes. "Fryn" è una contrazione autoprodotta di "Wynifried", che adottò in questo periodo. Non tornò a casa. Lavorò per un periodo come pittrice, esponendo a Liverpool e Leeds, e illustrò un libro.

### Giornalista
Jesse si trasferì a Londra nel 1911 e trovò lavoro come giornalista. Scrisse per il Daily Mail e il The Times.
Dopo un incidente su un aereo a spinta, Jesse perse l'uso della mano destra e usò una protesi. Imparò a scrivere usando solo la mano sinistra e intraprese la sua carriera. Fu curata con la morfina per alleviare il dolore, divenne dipendente e fu paziente di Armando Child per far fronte all'abitudine. Per il resto della sua vita soffrì di periodi di depressione.
Jesse raccontò degli attacchi tedeschi al Belgio durante la prima guerra mondiale per il Collier's Weekly, nel novembre 1914. Faceva parte di un gruppo di giornalisti americani: E. Alexander Powell, Joseph Medill Patterson e il fotografo Donald C. Thompson, e fu testimone dell'assedio di Anversa.

## Vita privata
Fryniwyd Jesse sposò Harold Marsh Harwood (1874–1959), un uomo d'affari e direttore teatrale, nel settembre 1918. Il matrimonio fu tenuto segreto fino al 1922; ospite di Arnold Bennett per una cena al Savoy Hotel la notte di Capodanno del 1920, si presentò come Miss Tennyson Jesse. Fu Harwood a desiderare la segretezza, poiché era preoccupato di mantenere l'accesso al figlio che aveva avuto con una donna sposata. Fryniwyd abortì tre volte, la coppia non ebbe figli.
Frederick W. Hilles, che incontrò Jesse a cena nel 1930, la descrisse nel suo diario come "bionda con un viso duro e un enorme senso della sua importanza nelle cose intellettuali". Con suo marito, viaggiò molto nei due decenni successivi al suo matrimonio. Frequentò Somerset Maugham ed E. Phillips Oppenheim sulla Costa Azzurra. Morì a casa per un attacco di cuore il 6 agosto 1958 al numero 11 di Melina Place, St John's Wood, Londra.

## Opere

### Saggi di criminologia
Murder and its Motives (1924) divideva gli assassini in sei categorie in base alle loro motivazioni: coloro che uccidono per guadagno, vendetta, eliminazione, gelosia, convinzione e desiderio di uccidere. Questa classificazione del movente fu poi citata nel 1958 dal criminologo Marvin Wolfgang. Lo scienziato forense John Glaister suggerì che il sesso dovesse essere una settima categoria. Si dice che la classificazione anticipi quella del Manuale di classificazione dei crimini dell'FBI. Il patologo Francis Camps si elogiò per la posizione di Jesse come criminologo.
Jesse ha contribuito con le introduzioni ai casi della serie Notable British Trials.
- Trial of Madeleine Smith (1927)[19]
- Trial of Samuel Herbert Dougal (1928)[20]
- Trial of Sidney Harry Fox (1934)[21]
- Trial of Alma Victoria Rattenbury and George Percy Stoner (1935)[22]
- Trial of Thomas John Ley and Lawrence John Smith - the Chalk Pit Murder (1947)[23]
- The Trials of Timothy John Evans and John Reginald Halliday Christie (1957).[24]

Anche Comments on Cain (1948), sui processi di Harold Wolcott, Reginald Ivor Hinks e il serial killer Eugen Weidmann
Tra i suoi romanzi si ricordano A Pin to See the Peepshow (Londra, W. Heinemann Ltd, 1934; Virago Modern Classics; British Library Women Writers), un racconto di fantasia sul caso di Edith Thompson e Frederick Bywaters. Ha inoltre curato l'edizione britannica di The Baffle Book, A Parlour Game of Mystery and Detection (1930), un libro di enigmi polizieschi degli americani Lassiter Wren e Randle McKay.

### Altra saggistica
- The Sword of Deborah (1918)[27][28]
- Sabi Pas: Or, I Don't Know (1935)[29]
- London Front: Letters Written to America, 1939–1940 (1941), con H. M. Harwood[30]
- While London Burns: Letters Written to America. (July 1940–June 1941) (1942)[31]
- The Saga of "San Demetrio" (1942)[32]; dal saggio è tratto il film del 1943 San Demetrio London scritto da Charles Frend e Robert Hamer.[33][34]
- The Story of Burma (1946)[35][36][37][38]

### Narrativa
Escludendo A Pin to See the Peepshow, Jesse scrisse nove romanzi.
- The Milky Way (1913)[39][40]
- Secret Bread (1917)[41]
- The White Riband (1921)[42]
- Tom Fool (1926)
- Moonraker (1927), romanzo storico.
- The Lacquer Lady (1929), romanzo storico.[43]
- Act of God (1937)[44]
- The Alabaster Cup (1950)[45][46]
- The Dragon in the Heart: A Love Story (1956)[47]

Uno dei primi racconti fu "The Dog Decides", pubblicato su The Idler nel 1911. Raccolte di racconti:
- Beggars on Horseback (1915)[41][49][50]
- Many Latitudes (1928)[41]
- The Solange Stories (1931), con il personaggio di Solange Fontaine[51]

Il racconto del 1924 Thirty Pieces of Silver, basato sul tradimento biblico, fu spesso ristampato, a volte con il titolo Treasure Trove.

### Poesia
- The Happy Bride (1921)[54]
- The Compass: And Other Poems (1951)[55]

### Opere teatrali
Jesse scrisse sei opere teatrali insieme a H. M. Harwood (suo marito dal 1918) e altre tre da sola.
- The Black Mask (1913, New York), The Mask (1915, Londra) con Harwood.[56][57] La storia breve originale da cui è tratta l'opera è inclusa in Alfred Hitchcock Presents: A Baker's Dozen of Suspense Stories (1963).
- Billeted (1917) con Harwood; presentata al Royalty Theatre dal 21 agosto 1917, fu messa in scena per 240 volte.[58]
- The Hotel Mouse (1921) con Harwood;[57] adattamento di Souris d'hôtel di Paul Armont e Marcel Gerbidon.[56]
- Quarantine (1922);[57][59] prodotta nel 1924, con Helen Hayes e diretta da Edgar Selwyn.[60] Fu adattata in un film col titolo Lovers in Quarantine (1925).[61]
- The Pelican (1924[57]) con Harwood; presentata a Broadway e prodotta da A. H. Woods nel 1925.[62]
- Anyhouse (1925);[27][63] presentata al Ambassadors Theatre nel marzo 1925.[64]
- How to be Happy Though Married (1930) con Harwood[57]
- Birdcage (1950) con Harold Dearden[56]
- A Pin to see the Peepshow (1951)[65]